# Katinka (chanson)
Pour les articles homonymes, voir Katinka.
Chansons représentant les Pays-Bas au Concours Eurovision de la chanson
Wat een dag
(1961) Een speeldoos
(1963)
Singles de De Spelbrekers
Een riks contant en een riks per week
(1961) De hoedendans
(1963)
Katinka est une chanson écrite par Gerrit den Braber (en) et Henny Hamhuis, composée par Joop Stokkermans et interprétée par le duo néerlandais De Spelbrekers, sortie en 1962.
C'est la chanson ayant été sélectionnée pour représenter les Pays-Bas au Concours Eurovision de la chanson 1962 le 18 mars à Luxembourg.

## À l'Eurovision

### Sélection
Le 27 février 1962, ayant remporté le Nationaal Songfestival 1962, la chanson Katinka interprétée par De Spelbrekers, est sélectionnée pour représenter les Pays-Bas au Concours Eurovision de la chanson 1962 le 18 mars à Luxembourg.

### À Luxembourg
La chanson est intégralement interprétée en néerlandais, langue officielle des Pays-Bas, comme le veut la coutume avant 1966. L'orchestre est dirigé par Dolf van der Linden.
Katinka est la huitième chanson interprétée lors de la soirée du concours, suivant Zwei kleine Italiener de Conny Froboess pour l'Allemagne et précédant la chanson lauréate du concours Un premier amour d'Isabelle Aubret pour la France.
À l'issue du vote, elle n'obtient aucun point, se classant par conséquent 13e et dernière — à égalité avec Llámame de Víctor Balaguer pour l'Espagne, Nur in der Wiener Luft d'Eleonore Schwarz pour l'Autriche et Ton nom de Fud Leclerc pour la Belgique — sur 16 chansons,.

## Liste des titres
| A1. | Katinka  | Lodewijk Post (en), Henny Hamhuis, Joop Stokkermans |  |
| B1. | Carnaval | Johan Hendrik Holshuysen, Karel Prior               |  |

## Classements

### Classement hebdomadaire
| Classement (1962)         | Meilleure position |
| ------------------------- | ------------------ |
| Pays-Bas (Single Top 100) | 7                  |

## Historique de sortie
| Pays     | Date | Format   | Label |
| -------- | ---- | -------- | ----- |
| Pays-Bas | 1962 | 45 tours | Decca |